# Šumska mišjakinja
Šumska mišjakinja (lat. Stellaria nemorum) je zeljasta biljka iz porodice karanfila (lat. Caryophyllaceae). Reč nemorum označava da biljka nastanjuje šumarke.

## Opis biljke
Šumska mišjakinja je višegodišnja biljka koja naraste od 20 cm do 50 cm. Stabljika je uzdižuća i veoma razgranata. Okrugla je, tanka i dlakava, posebno u gornjem delu. Donji listovi poseduju lisnu dršku, dok su gornji listovi sedeći. Naspramno su postavljeni, elipsoidni, zašiljeni i celog ruba. Cvetovi su aktinomorfni, bele boje, zvezdasti i poseduju dlakavu dršku. Veličine su do 2 cm. Kruničnih listića je 5, duboko su urezani sve do osnove, tako da izgleda kao da ih je 10. Dužine su 12 - 15 mm. Čašični listići su dvostruko kraći od kruničnih. Takođe ih je 5, zelene su boje i dlakavi. Prašnika je 10. Gineceum je sinkarpan. Plod je čaura sa 6 kapaka, u kojoj se nalaze semena. Cveta od maja do avgusta.

## Rasprostranjenje i stanište
Rasprostranjena je širom Evrope. Staništa su joj vlažna i blago kisela zemljišta. Uglavnom raste u listopadnim šumama, a najčešće se može videti u bukovim šumama.

## Jestivost
Dok je mlada, biljka je jestiva, osim korena. Sirova se koristi kao salata. Može se konzumirati i kuvana, kao dodatak čorbama.